# White County, Arkansas
White County är ett administrativt område i delstaten Arkansas, USA. År 2010 hade countyt 77 076 invånare. Den administrativa huvudorten (county seat) är Searcy. 

## Geografi
Enligt United States Census Bureau har countyt en total area på 2 700 km². 2 678 km² av den arean är land och 22 km² är vatten. 

### Angränsande countyn
- Independence County  - nord
- Jackson County  - nordöst
- Woodruff County  - öst
- Prairie County  - sydöst
- Lonoke County  - sydväst
- Faulkner County  - väst
- Cleburne County  - nordväst

### Orter
- Bald Knob
- Beebe
- Bradford
- Garner
- Georgetown
- Griffithville
- Higginson
- Judsonia
- Kensett
- Letona
- McRae
- Pangburn
- Rose Bud
- Russell
- Searcy (huvudort)
- West Point